# Роман Херцог
Роман Херцог (на немски: Roman Herzog) е германски политик от партията на Християн-демократическия съюз (ХДС), юрист по образование, културен между 1978 и 1980 г. и вътрешен министър на федералната провинция Баден-Вюртемберг между 1980 и 1983 г., съдия на германския конституционен съд между 1983 и 1994 г. и 7-и бундеспрезидент на Германия между 1994 и 1999 г.

## Биография

### Образование и младежки години
Роман Херцог е роден на 5 април 1934 г. в баварското градче Ландсхут, Германия. Завършва средното си образование с пълно отличие, а от 1953 до 1957 г. следва право в Мюнхенския университет. След завършването си като юрист, той промовира и през 1964 г. получава докторска степен. Също до 1964 г. е научен сътрудник към юридическия факултет на университета в Мюнхен. До 1965 г. преподава като частен доцент при същия университет.

### Професионален път
През 1965 г. заминава за Берлин, където поема като професор катедрата за държавно право и политика на берлинския Свободен университет. От 1967 до 1968 г. е декан на юридическия факултет. През 1969 г. поема катедрата за държавно право и политика при университет за държавна администрация в Шпайер, където е от 1971 до 1972 г. е негов ректор. От този период издава и учебника „Коментари на Конституцията“ (на немски: Grundgesetzkommentars). От 1970 година е член на консервативната партия Християн-демократически съюз (ХДС).
От 1981 до 1994 г. е един от издателите на седмичника Христос и светът – Рейнски Меркур (на немски: Christ und Welt – Rheinischer Merkur).
През 2000 г., една година след напускането на поста бундеспрезидент, той модернизира 6 предавания под името „Херцог говори с ....“ по Баварската телевизия.

## Семейство
Неговият баща първоначално е търговец, след което започва работа в градския архив, чийто директор става впоследствие. Майка му, банкова служителка по професия, е работила до сватбата си с баща му.
Роман Херцог се оженва за Кристиане Краус (след встъпването в брак Херцог). От този брак Роман Херцог има двама сина. Съпругата му Кристиане умира на 19 юни 2000 година в Мюнхен.
Роман Херцог сключва втори брак – с Александра Фрайфрау Фон Берхлинген (* 1941), родена Фон Футеюс.